# Rue de Bel-Air
Pour les articles homonymes, voir Bel-Air.
La rue de Bel-Air est une voie de Nantes, en France.

## Situation et accès
Située dans le quartier Hauts-Pavés - Saint-Félix, la rue est bitumée, ouverte à la circulation automobile. Rectiligne et longue de 160 mètres, elle relie la place Saint-Similien à la rue Paul-Bellamy. Elle ne rencontre successivement sur son tracé les rues Auguste-Brizeux, Basse-Porte, Yves-Bodiguel, Talensac, de Savenay, Jules-Polo, Russeil et Haute-Roche.

## Historique
Au XVIIIe siècle, il s'agissait d'un chemin mal entretenu qui, néanmoins, à cette époque, était la seule voie empruntée par les marchandises en provenance du reste de la Bretagne à l'époque où la « route de Rennes » (la rue Paul-Bellamy) n'avait pas été totalement aménagée.
Le quartier se modifia à cette époque où plusieurs établissements y furent créés, entre autres une manufacture d’acier et d’outils aratoires qui, entre autres, fut à Nantes, celle qui mit en vente les premières cheminées économiques en fonte.
Le nom actuel de la rue date de 1816, auparavant elle était baptisée « rue du Vieux-Bel-Air ».
En 1841, au no 40 de la rue, une congrégation religieuse fonde le Pensionnat Saint Joseph, école des frères de Bel-Air, un collège privé de garçons. En 1905, la loi de séparation des Églises et de l'État entraine le départ de la congrégation pour l'étranger, le collège est fermé et les locaux confisqués. Ils deviennent la propriété de la Compagnie européenne de Gaz. De 1906 à 1914 les bâtiments sont loués au Grand Séminaire de la Loire-Inférieure. Durant la Première Guerre mondiale, le séminaire est réquisitionné et devient un hôpital de guerre. Après le conflit, les locaux abritent une « école des mutilés », destinée à la réinsertion professionnelle des victimes de guerre. En 1926, une partie est affectée à une « École primaire supérieure de garçons » qui prendra le nom de « collège Victor-Hugo ».

## Bâtiments remarquables et lieux de mémoire
- l'église Saint-Similien occupe l'extrémité sud-ouest de la voie.
- la salle de spectacle de Bel-Air située au n° 44, à proximité de l'école des frères de Bel-Air (actuel collège Victor-Hugo) dont il dépendait. Elle est inscrite aux monuments historiques en 2017.